# Grand tumulus de Pilatovići
Le grand tumulus de Pilatovići (en serbe cyrillique : Велика хумка ; en serbe latin : Velika humka) est un site archéologique situé sur le territoire du hameau de Pilatovići, près de Požega, en Serbie. Il remonte à la dernière décennie du VIe ou à la première décennie du Ve siècle av. J.-C. En raison de son importance, il figure sur la liste des sites archéologiques d'importance exceptionnelle de la République de Serbie.

## Emplacement
Le grand tumulus de Pilatovići se trouve sur la rive droite de la rivière Moravica, sur le territoire des villages de Pilatovići et de Prilipac, dans la municipalité de Požega, à l'ouest de la Serbie.

## Site
Sur le site, les archéologues ont mis au jour une grande nécropole, qui, dans l'entre-deux-guerres, était constituée de 30 tumuli, dont seuls 17 subsistent encore aujourd'hui. L'ensemble remonte à la période la plus ancienne de l'Âge du fer et, plus précisément, les éléments retrouvés sur le site permettent de le dater de la dernière décennie du VIe ou à la première décennie du Ve siècle av. J.-C., ce qui correspond à peu près à la phase IV-c de la culture de Glasinac,. En tout, 80 tombes individuelles ont été mises au jour.
Le site a été fouillé en deux étapes. Une première campagne de fouilles a été réalisée entre 1970 et 1973, sur un ensemble de huit monticules situés sur le site de Ravni lug, relativement rapprochés et mesurant en moyenne 16 m de diamètre, et une seconde campagne, effectuée en 1977 et 1978, a porté sur un site isolé situé à 500 m du premier, mesurant 40 m de diamètre pour une hauteur de 2,5 m. 

### Tumulus de Trnjaci
Ce tumulus isolé, le plus important du site, se trouve au hameau Trnjaci. Les fouilles de 1977 et 1978 ont permis d'y découvrir une sépulture monumentale, ayant vraisemblablement servi de mausolée pour un prince illyrien et sa femme. Le tombeau est entouré d'un mur circulaire constitué de trois couches, une couche de gravier provenant de la rivière Moravica, une couche de pierres concassées d'une hauteur de 1 m à 1,2 m et un couronnement en gravier. Au centre se trouve la tombe du prince, de forme circulaire et construite avec des pierres provenant de la rivière, où reposaient les restes incinérés du mort avec ses armes ; un scarabée égyptien en lapis-lazuli, symbole de la renaissance, était déposé à côté des os calcinés, témoignant des échanges commerciaux de cette époque. Non loin de la tombe du prince, à un niveau supérieur, se trouvait la tombe d'une femme, sans doute l'épouse du prince, contenant des bijoux en or, un bracelet en cuivre tressé et des fibules en bronze. Du mobilier funéraire et des vases rituels en bronze ont également été trouvés dans la tombe, vraisemblablement d'origine grecque, témoignant de la haute condition sociale des défunts.

### Autres tombes
Sur le site de Pilatovići, la plupart des tombes retrouvées attestent du fait que l'inhumation était la pratique funéraire la plus répandue, l'incinération du prince constituant une exception correspondant peut-être à son rang élevé. Toutes les tombes de la nécropole sont construites en pierres et chaque tumulus abrite un grand nombre de ces tombes, ainsi qu'en témoigne le tumulus III qui en compte 24 ; ces tumuli regroupaient sans doute les membres d'une même lignée.